# ژاکلین لاول
ژاکلین لاول (انگلیسی: Jacqueline Lovell؛ زادهٔ ۹ دسامبر ۱۹۷۴) بازیگر و مدل مجله‌های پلی‌بوی و پنت‌هاوس اهل ایالات متحده آمریکا است.
از فیلم‌هایی که وی در آن نقش داشته‌است، می‌توان به فارست گامپ، سی‌اس‌آی: نیویورک، دفترچه خاطرات کفش قرمز، او از من متنفر است، به مرد اعتماد کن، پلنگ صورتی، قوانین بروکلین، تخریب بالا، منهتن کوچک و ملیندا و ملیندا اشاره کرد.